# La Salvetat-Saint-Gilles
La Salvetat-Saint-Gilles es una comuna (municipio) de Francia, en la región de Mediodía-Pirineos, departamento de Alto Garona, en el distrito de Toulouse y cantón de Léguevin.
Su población en el censo de 1999 era de 5.779 habitantes. Forma parte de la aglomeración urbana (agglomération urbaine) de Toulouse.
Está integrada en la Communauté de communes de la Save au Touch.

## Demografía
| 278 | 575 | 1615 | 2368 | 4282 | 5779 |
| Para los censos de 1962 a 1999 la población legal corresponde a la población sin duplicidades (Fuente: INSEE [Consultar]) |     |      |      |      |      |